# PA-395
A  PA-395 é uma rodovia brasileira do estado do Pará. Essa estrada intercepta as rodovias PA-220 e PA-430 em seu percurso, interceptando a PA-127 em sua extremidade sul.
Está localizada na região nordeste do estado, atendendo aos municípios de Marapanim, Magalhães Barata e Maracanã. 